# 柳公権

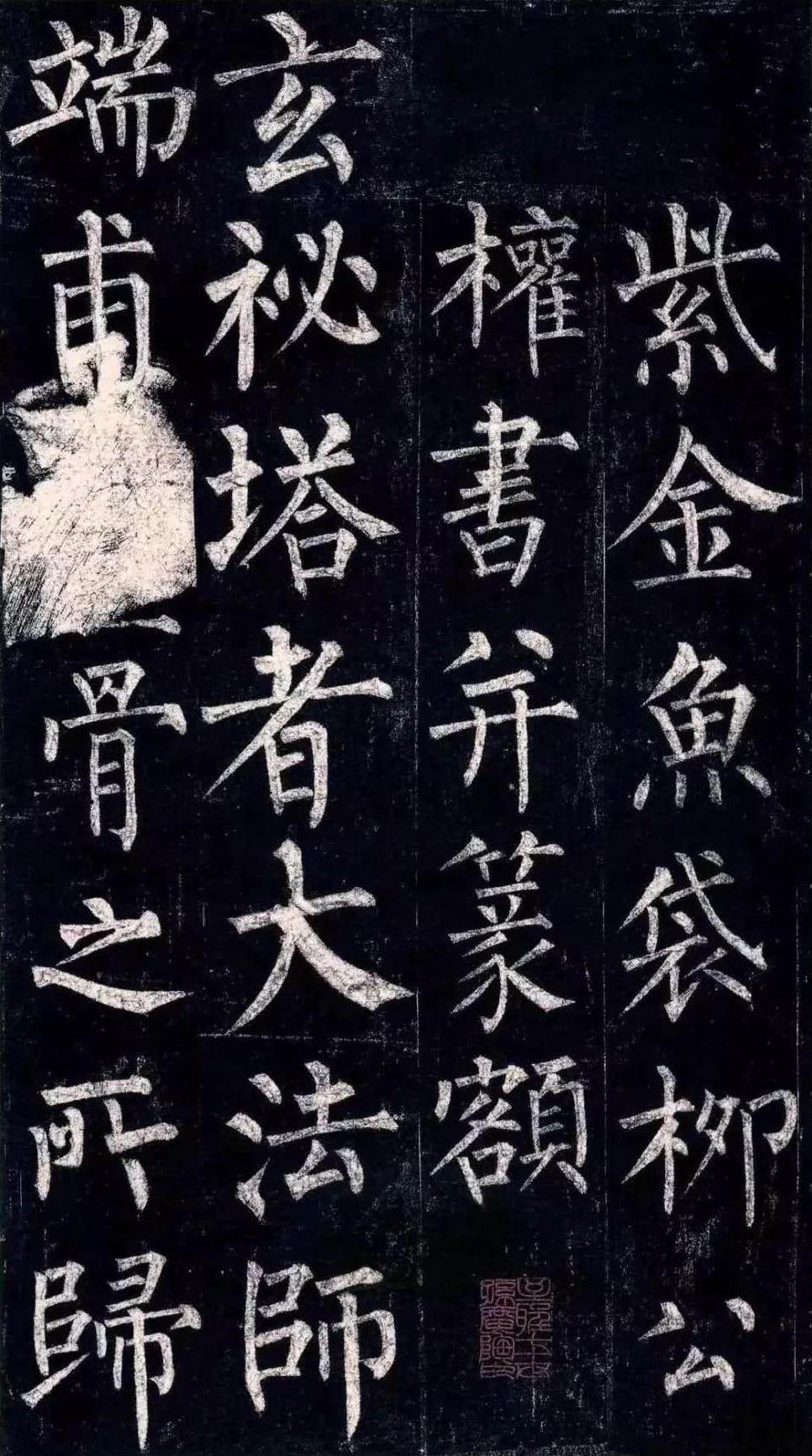
『玄秘塔碑』

柳 公権（りゅう こうけん、大暦13年（778年） - 咸通6年（865年））は、中国唐代の政治家・書家。字は誠懸（せいけん）。京兆府華原県（現在の陝西省銅川市耀州区）の出身。本貫は河東郡解県。家系は河東の名族の柳氏の一派に属し、父の柳子温は丹州刺史、兄の柳公綽は河東節度使を経て兵部尚書に至り、端厳な楷書を書く能書家でもあった。柳道茂（柳敏の従祖弟）の末裔にあたる。

## 業績
書名が甚だ高く楷書の四大家の一人と称される。公権の書は当時の高位高官の間で高く評価され、たくさんの潤筆料を払って公権に先祖の墓碑・墓誌を書いてもらわなければ親不孝だとまでいわれた。また、国外からもその書を求めてやって来ることが少なくなかったという。楊守敬は『学書邇言』に、「柳公権以後作者ありといえども、自ら門戸を開く能わず。故に余、『楷法溯源』を撰し、唐を以て断とす」と記しているように、公権以後、楷書体で一生面を打開したものは少ない。

## 略伝
元和初年、進士に及第し、穆宗・敬宗・文宗・武宗・宣宗の代に歴任した。公権が穆宗に上奏した際、穆宗は、「以前そなたの筆跡を見たことがあり、以来その書が忘れられない」と語り、すぐに公権を右拾遺・翰林侍書学士に任命した。また、「どうすれば書が上達するか」との穆宗の問いに公権は、「用筆は心にあり、心正しければ筆正し」と答え、穆宗はその筆諌に思わず居住まいを正したという。
文宗の時、中書舎人・翰林書詔学士となって工部侍郎に転じ、武宗の時、右散騎常侍・集賢院学士知院事となり、宣宗の時、河東郡開国公、国子祭酒・工部尚書・太子少師を経て太子太保に累進した。その後、官を退き、懿宗の咸通6年（865年）に88歳で没し、太子太師を追贈された。

## 書
柳公権は行書・草書も書いたが、楷書が最も評価が高い。初めは王羲之の書を学び、のちに欧陽詢など広く諸家の筆法を修め、ついで顔真卿の書を学んだ。顔真卿の没後、その正統を受けた有名な書家は柳公権のみである。柳公権の書は顔真卿風であるが、更に骨張っており、字形も顔書のように方形ではなく縦長で、やや上部に比重をおく結構は独自の風をそなえている。そして、顔真卿と柳公権との書の特徴を表して顔筋柳骨（がんきんりゅうこつ）と称される。

### 作品
主な作品には以下のものがある。
- 『金剛般若波羅蜜経』（824年）
- 『李晟碑』（りせいひ、829年）

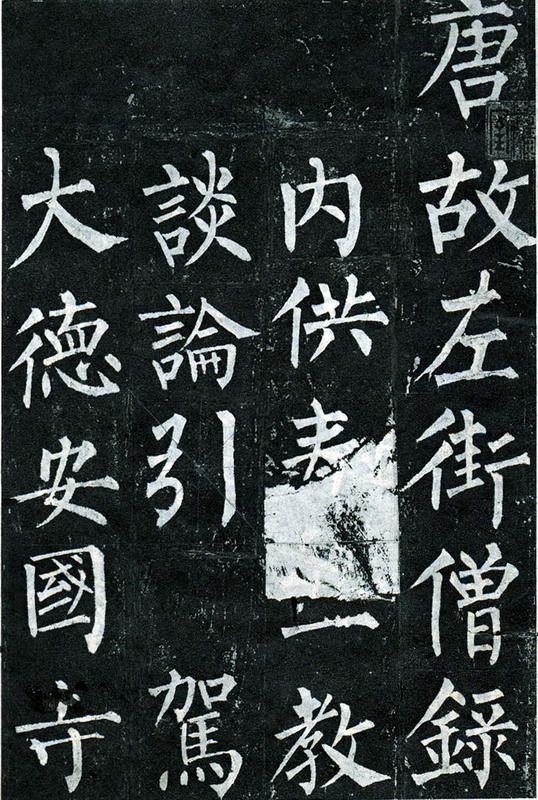
『玄秘塔碑』

- 『大唐迴元観鐘楼銘』（だいとうかいげんかんしょうろうめい、836年）
- 『馮宿碑』（ふうしゅくひ、837年）
- 『符璘碑』（ふりんひ、838年）
- 『玄秘塔碑』（841年）
- 『左神策軍紀聖徳碑』（さしんさくぐんきせいとくひ、『皇帝巡幸左神策軍紀聖徳碑』とも、843年）
- 『高元裕碑』（こうげんゆうひ、853年）
- 『魏公先廟碑』（ぎこうせんびょうひ、856年）

#### 玄秘塔碑
『玄秘塔碑』（げんぴとうひ、『大達法師玄秘塔碑』・『和尚碑』とも）の建碑は会昌元年（841年）、結体も用筆も顔真卿によく似ている楷書碑で、古来、公権の代表作といわれる。碑文は左街僧録の大達の埋骨塔である玄秘塔の由来を記したもので、裴休の撰文による。篆額（唐故左街僧録大達法師碑銘）も柳公権の書で、全28行・各行54字、字大は4cm強、碑石は386×120cmある。陝西省博物館（西安碑林）蔵。

#### 金剛般若波羅蜜経
『金剛般若波羅蜜経』（こんごうはんにゃはらみつきょう、『金剛般若経』とも）は、長慶4年（824年）の最も早期の楷書作品である。唐代の拓本一本が存在するのみで、これは1908年に発見された敦煌文献の一つである。石碑から名筆を拓本に取ることは唐代に広く普及したが、現存する最古の拓本は、『温泉銘』・『化度寺碑』とこの『金剛般若波羅蜜経』の唐拓3種であり、極めて貴重である。款記に「長慶四年四月六日、柳公権が右街僧録の霊準（れいじゅん）のために書き、邵建和（しょうけんわ）が刻した」とあることから公権の書と考えられている。毎行11字。パリ国立図書館蔵。
『旧唐書』に、「公権はかつて長安の西明寺で『金剛経碑』を書いたが、その書は、鍾繇・王羲之・欧陽詢・虞世南・褚遂良・陸柬之の法を備えており、得意の作であった」と記されている。

### 評価
- 趙孟頫は顔真卿に対しては批判的であるが、公権の碑刻の書の手法を求めている。
- 米芾の評…「公権は欧陽詢を師としているが遠く及ばない。しかも醜怪な悪書の元祖であり、古法は公権よりすたれた」[10]
- 鈴木翠軒の評…「『玄秘塔碑』は顔真卿に欧陽詢を加えたような感じの書である。謹厳に過ぎてゆとりが少ない」
- 比田井南谷の評…「『玄秘塔碑』は筆力が強く謹厳で清らかなところが長所であるが、窮屈でゆとりがないところが欠点である」